# 金沢千秋
金沢 千秋（かなざわ ちあき、明和2年（1765年） - 文政5年12月20日（1823年1月31日））は、江戸時代後期の旗本。幼名を亀松、通称は瀬兵衛。官途は従五位下大蔵少輔。父は勘定組頭や一橋家勘定奉行を務めた金沢安貞（瀬兵衛）、母は植村正直娘。妻は久世広厚娘、後妻に吉田直頼娘、久松助右衛門娘、安藤重忠娘。知行は200俵で、佐渡奉行時代はほかに役料1500俵100人扶持。

## 経歴
天明6年（1786年）6月14日、勘定となり、のちに各地を巡検する。寛政4年（1792年）4月勘定奉行の久世広民が関東郡代を兼帯した時に郡代附勘定となる。のちに久世の推挙により、同年11月4日に勘定組頭格となり、寛政6年（1794年）1月には、「荒地起返井免直し等改方」として関東郡代支配地を巡検した。同年12月26日勘定組頭に栄進した。寛政11年（1799年）関東郡代が中川忠英となったのち郡代支配地を巡検した。寛政12年（1800年）、巡検使として越後国田沢（現新潟県十日町市）に逗留した時この地方の文化習俗を「越能山都登」（こしのやまつと）に著す。他に、関東や東海の地方の河川や街道の巡検記録として「川めぐり日記」がある。
寛政12年（1800年）11月8日勘定吟味役となった。文化8年（1811年）2月9日より佐渡奉行となる。その頃の金銀山の稼動していた間歩は、青盤間歩と鳥越間歩の二間歩のみで、10日間の鏈の代銀は銀一貫目ほどしかなかったが、雲子間歩・青柳間歩の再開発をして、失業者を雇用した。これらの費用として、役人が積立てた出目銭4000貫文を上納させてこれをあてた。文化10年（1813年）には中尾間歩を開発、文化12年（1815年）には清次間歩の開発量産をもって、金銀山の危機を脱するに至る。佐渡奉行時代の知行は200俵、役料1500俵100人扶持。文化13年（1816年）7月24日より100俵加増となり長崎奉行となり9月に着任、文政元年（1818年）4月28日まで務め、新番頭に転じた。